# Constantin D. Teodorescu
Constantin D. Teodorescu (1891 - 1952) (n.  ?) a fost un general român, care a îndeplinit funcții de comandă în cel de-al Doilea Război Mondial. Constantin D.Teodorescu a fost arestat în 1947 și condamnat la 10 ani de detenție. Constantin D. Teodorescu a decedat în detenție. 
A fost înaintat la gradul de general de brigadă la 23 martie 1944 și la gradul de general de divizie la 16 aprilie 1947, cu vechimea de la 10 mai 1946.
Generalul de divizie Constantin D. Teodorescu a fost trecut în cadrul disponibil la 9 august 1946, în baza legii nr. 433 din 1946, și apoi, din oficiu, în poziția de rezervă la 9 august 1947.